# Sigismund Szuldrzynski
Sigismund Szuldrzynski, polnisch: Zygmunt Szułdrzyński, (* 15. Oktober 1830 auf Gut Gutowy/Gutowo Wielkie bei Wreschen/Września; † 29. Dezember 1918 in Bolechów) war Rittergutsbesitzer und Mitglied des Reichstags des Norddeutschen Bundes.

## Leben
Szuldrzynski war Rittergutsbesitzer in Lubasz. Nach einem Studium der Rechtswissenschaft in Berlin und einer praktischen landwirtschaftlichen Ausbildung widmete er sich der Verwaltung seines Rittergutes Lubasz bei Stajkowo.
Von 1866 bis 1870 war er Mitglied des Preußischen Abgeordnetenhauses und 1867 des Konstituierenden Reichstags des Norddeutschen Bundes für den Wahlkreis Posen 7 (Schrimm, Schroda) und die Polnische Fraktion.
Von 1884 bis 1891 war er Vorsitzender des Zentralen Wirtschaftsverbandes der Gutsbesitzer. Durch die Gründung von landwirtschaftlichen Kreditinstituten und als Vorsitzender landwirtschaftlicher Vereine versuchte er die Stellung der Großagrarier zu stärken.